# Pearls Before Swine

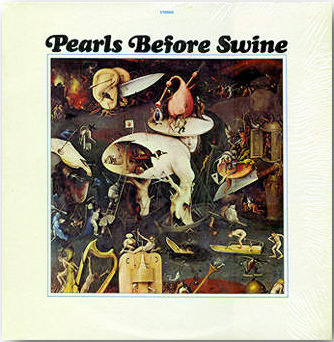
Pochette de l'album One Nation Underground (1967).

Pearls Before Swine est un groupe américain de folk psychédélique, fondé par Tom Rapp en 1965. Il a été actif jusqu'en 1974.

## Discographie

### Albums en studio
- One Nation Underground (1967, ESP-Disk); 50th Anniversary re-issue (2017, Drag City)
- Balaklava (1968, ESP-Disk); 50th Anniversary re-issue (2018, Drag City)
- These Things Too (1969, Reprise)
- The Use of Ashes (1970, Reprise)
- City of Gold (1971, Reprise)   (Thos. Rapp / Pearls Before Swine)
- Beautiful Lies You Could Live In (1971, Reprise)   (Tom Rapp / Pearls Before Swine)
- Familiar Songs (1972, Reprise)   (Tom Rapp)
- Stardancer (1972, Blue Thumb)   (Tom Rapp)
- Sunforest (1973, Blue Thumb)   (Tom Rapp / Pearls Before Swine)
- A Journal of the Plague Year  (1999, Woronzow)   (Tom Rapp)

### Albums en concert
- Radio Pearls (recorded 1971, released 2006, ESP-Disk)
- Live Pearls (recorded 1971, released 2008, WildCat Recording)
- Tom Rapp Live @ Yale U  (2CD recorded 1973, released 2013, WildCat Recording)
- PBS> Anderson Theater NYC '71 (recorded 1971, released 11/11/2016, Rox Vox)
- PBS&Tom Rapp  Vinyl 7" 33 1/3rpm 5-track EP> Discontinuity--Live Recordings 1972-3 & 1999 (released 2017, Sordide Sentimental)